# 2010 au Cameroun
2008 au Cameroun - 2009 au Cameroun - 2010 au Cameroun - 2011 au Cameroun - 2012 au Cameroun
 2008 par pays en Afrique - 2009 par pays en Afrique - 2010 par pays en Afrique - 2011 par pays en Afrique] - 2012 par pays en Afrique -

Cet article présente les faits marquants de l'année 2010 au Cameroun.

## Chronologie

### Février 2010
- Mardi 23 février 2010 : Le ministre de l'Information de la Guinée équatoriale affirme que des soldats incontrôlés de l'armée camerounaise ont lancé le 17 février une « attaque » dans le but de voler un bateau ravitaillant une plate-forme pétrolière. La Guinée équatoriale affirme disposer d'enregistrements de l'attaque et de l'immatriculation de la vedette. Une délégation diplomatique camerounaise s'est rendue à Malabo, au sujet de cette affaire[1].
- Vendredi 26 février 2010 : Deux directeurs de journaux arrêtés à Yaoundé par la police judiciaire : Serge Sabouang (directeur du journal La Nation) et Robert Mintsa (directeur du journal Le Devoir). Selon la police ils sont arrêtés non pas « à cause d'un article de presse, encore moins parce qu'ils sont journalistes, mais bien parce qu'ils avaient fabriqué de faux documents avec lesquels ils posaient des actes incorrects ».

### Mars 2010
- Lundi 8 mars 2010 : Dans la nuit de dimanche à lundi, un bateau reliant le Cameroun au Nigeria a fait naufrage au large de Limbé (sud-ouest camerounais), provoquant la mort de neuf personnes alors que 15 sont portées disparues.
- Jeudi 11 mars 2010 : Trois journalistes et directeurs de journaux, dont deux avaient été arrêtés le 26 février, ont été inculpés « de faux et d'usage de faux » et écroués hier à la prison centrale de Yaoundé. Serge Sabouang (directeur du journal La Nation), Robert Mintsa (directeur du journal Le Devoir) et Bibi Ngota (directeur du journal Cameroun Express) auraient « imité la signature du secrétaire général de la présidence de la République sur des documents dont ils se servaient pour faire du chantage » à cette personnalité, Laurent Esso « dans le but de lui extorquer de l'argent ». Un quatrième journaliste recherché dans le cadre de la même affaire, Simon Nko'o, reporter à l'hebdomadaire Bebela, « est introuvable »[2].
- Vendredi 12 mars 2010 : Sept ressortissants chinois sont enlevés dans les eaux internationales au large de la péninsule de Bakassi (sud-ouest) par un groupe jusqu'alors inconnu se présentant comme l'Africa Marine Commando. Riche en pétrole et en gaz, la zone de Bakassi a été rétrocédée en août 2008 au Cameroun par le Nigeria après un différend frontalier de 15 ans. Elle est souvent considérée comme une zone de non-droit.
- Mercredi 17 mars 2010 : Libération des 7 pêcheurs chinois après 6 jours de captivité dans la région de Bakassi (sud-ouest). Une rançon aurait été payée de l'ordre de 25 000 dollars (18 000 euros)[3].

### Avril 2010
- Jeudi 1er avril 2010 : Libération des 2 marins ghanéens — le capitaine et un ingénieur — enlevés dans la nuit du 26 au 27 mars par des pirates au large de Bakassi (sud-ouest). Ils avaient « été enlevés dans les eaux nigérianes », alors qu'ils se trouvaient à bord d'un navire « assurant le transport de personnes et de marchandises entre le Cameroun et le Nigeria ».
- Jeudi 22 avril 2010 : Un des trois journalistes camerounais écroués pour « faux et usage de faux » et détenu depuis le 10 mars, est décédé à la prison de Yaoundé. Il s'agit de Germain Cyrille Ngota Ngota, dit Bibi Ngota, directeur de Cameroun Express, « avant d'être incarcéré, il souffrait d'hypertension artérielle et de hernie. Faute de suivi médical, il a succombé » car le journaliste « était privé de soins depuis deux semaines »[4].

### Mai 2010
- Lundi 3 mai 2010 : Les forces de l'ordre sont intervenues à Yaoundé contre des journalistes participant à un rassemblement pour la journée de la liberté de la presse et pour réclamer la lumière sur le décès d'un confrère en détention préventive. Germain Cyrille Ngota Ngota, dit Bibi Ngota, directeur de Cameroun-Express, est décédé le 22 avril à la prison de Yaoundé où il était en détention préventive depuis le 10 mars. Entre 200 et 300 personnes, à l'appel de l'Union des journalistes du Cameroun, tentaient de se diriger vers le siège des services du premier ministre Yang Philemon pour y faire un sit-in lorsqu'elles ont été bloquées par un important dispositif policier[5].
- Lundi 17 mai 2010 : Le navire russe « North Spirit » a été attaqué dans la nuit de dimanche à lundi, par des hommes armés se déplaçant en canots « dans la zone de mouillage à environ 70 km » au large de Douala. Deux marins russes ont été enlevés parmi les 16 membres de l'équipage composé de Russes et d'Ukrainiens. Un second navire, l'« Argo », a été attaqué au même moment et deux autres marins enlevés, soit quatre otages au total. Les otages sont les commandants des deux bateaux et deux ingénieurs.
- Paul Biya 

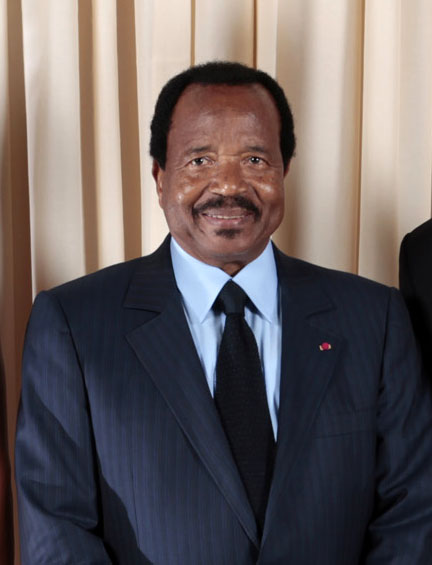
Paul Biya
(septembre 2009)

(septembre 2009) Mardi 18 mai 2010 : Ouverture à Yaoundé de la conférence « Africa 21 » — Conférence  internationale à l'occasion du cinquantenaire des indépendances de 17 pays africains regroupant plusieurs personnalités dont des responsables de l'ONU et de l'Union africaine (UA). Le président Paul Biya plaide pour l'attribution à l'Afrique d'« au moins un siège » de membre permanent du Conseil de sécurité de l'ONU : « L'Afrique n'est pas suffisamment représentée au niveau où sont prises les décisions qui engagent l'ensemble de la planète. C'est notamment le cas à l'ONU, et en particulier au Conseil de sécurité auquel les pays africains ne peuvent accéder qu'en tant que membres non permanents […] Il serait équitable que l'Afrique y dispose d'au moins un siège suivant un mode de représentation à arrêter entre Africains ».

### Juin 2010
- Mercredi 9 juin 2010 : Le Cameroun s'est engagé avec cinq autres pays africains à ce qu'« aucun enfant de moins de 18 ans ne prenne part, directement ou indirectement, à des hostilités et, le cas échéant, de prévenir toute forme de recrutement ». Il s'agit d'un accord en treize points, dont une stratégie transfrontalière contre la prolifération et le trafic d'armes légères. Les signataires ont également promis de ratifier le protocole additionnel à la Convention des droits de l'enfant de l'ONU concernant l'implication d'enfants dans les conflits armés[6].
- Samedi 19 juin 2010 : L'avion d'une compagnie minière, un CASA C-212 d'Aero-Services, transportant 11 personnes entre Yaoundé et Yangadou est porté disparu. Il est retrouvé deux jours après au Congo sans survivant.

### Juillet 2010
- Jeudi 22 juillet 2010 : Des violents orages dans le nord du pays causent la mort de 8 femmes et en blessent 8 autres. Les victimes vivaient dans un village de l'arrondissement de Maga (extrême-Nord).
- Vendredi 30 juillet 2010 : L'épidémie de choléra dans l'extrême-nord du pays continue à se propager avec 94 décès depuis mai pour 1 300 cas recensés.

### Août 2010
- Jeudi 12 août 2010 : L'épidémie de choléra dans l'extrême-Nord du pays continue à se propager avec 170 décès depuis mai pour 2 266 cas recensés touchant 17 districts sur les 28 de la région. La saison des pluies, la mobilité des personnes, les problèmes d'eau, d'hygiène et d'analphabétisme aggravent la propagation de la maladie, selon les spécialistes.
- Mercredi 18 août 2010 : L'épidémie de choléra dans l'extrême-Nord du pays continue à se propager avec 225 décès depuis mai.

### Septembre 2010

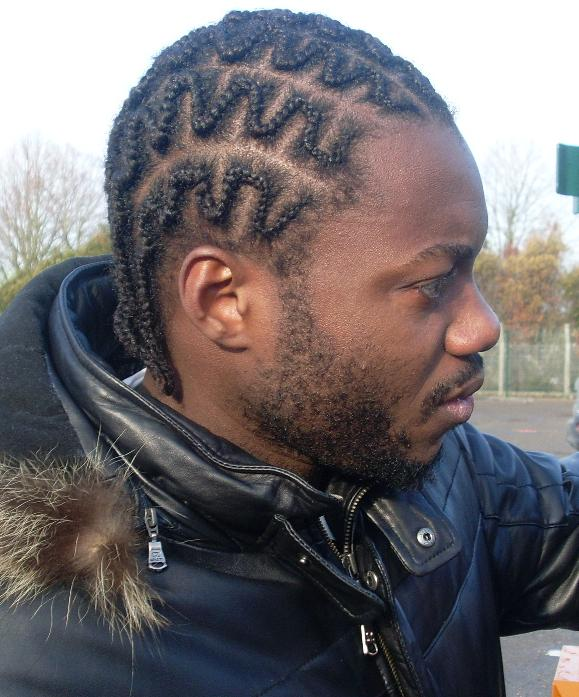
Apoula Edel
(mars 2009)

- Lundi 13 septembre 2010 : Dans la nuit, deux membres d'équipage (un Philippin et un Croate) d'un navire de dragage, le « Vespucci », appartenant à une entreprise belge ont été pris en otage par une bande armée à Douala.
- Samedi 18 septembre 2010 : Le FC Séville, battu (1 à 0) jeudi par le Paris SG en Ligue Europa a posé une réclamation auprès de l'UEFA après les accusations de falsification d'identité et d'âge visant le gardien du PSG, le camerounais-arménien Apoula Edel, ce dernier qui affirme avoir 24 ans, se nommerait en fait Ambroise Beyaména, et aurait 29 ans[7].
- Jeudi 30 septembre 2010 : 6 otages enlevés en 2 opérations en septembre au large du port de Douala ont été relâchés.

### Octobre 2010
- Mercredi 20 octobre 2010 : Les inondations dues aux pluies diluviennes de ces derniers mois ont fait 13 morts.
- Jeudi 21 octobre 2010 : Depuis 6 mois, le choléra a tué 559 personnes pour 8.528 cas enregistrés dans quatre des dix régions du pays.

### Novembre 2010
- Mercredi 17 novembre 2010 : Une plateforme pétrolière au large de Bakassi a été attaquée dans la nuit de mardi à mercredi par un groupe d'hommes armés se réclamant de l'« Africa Marine Commando », un groupe de rebelles ayant plusieurs enlèvements à son actif. 6 personnes ont été tuées dont 3 membres du Bataillon d'intervention rapide, 2 civils camerounais et un pirate.
- Lundi 22 novembre 2010 : Un hélicoptère de type Bell 412 de l'armée camerounaise qui avait à son bord 5 personnes s'est écrasé, à 15 km à vol d'oiseau de Yaoundé, faisant 4 morts et 1 blessé[8].
- Mercredi 24 novembre 2010 :
  - Le président Paul Biya a ordonné la libération de deux journalistes camerounais, Robert Mintya, directeur du journal Le Devoir et Serge Sabouang, directeur du journal La Nation,  écroués à Yaoundé depuis le mois de mars, au même moment que leur confrère Cyrille-Germain Ngota Ngota, dit Bibi Ngota, patron de Cameroon Express, mort en détention le 22 avril 2010.
  - Dans le cas de l'affaire des « Biens mal acquis », le parquet de Paris a ouvert une enquête préliminaire après la plainte le 2 novembre d'une association, l'Union pour une diaspora active, pour « recel de détournements de fonds publics  » visant le président Paul Biya, soupçonné de s'être constitué un patrimoine en France, de plusieurs centaines de millions d'euros, financé par des détournements de fonds publics. Le parquet de Paris avait déjà classé sans suite en février une plainte déposée par une autre association, le Conseil des Camerounais de la diaspora, du fait notamment de l'immunité présidentielle dont bénéficie Paul Biya[9].
- Jeudi 25 novembre 2010 : Selon un communiqué de la présidence, Paul Biya « ne dispose pas de patrimoine en France ou ailleurs », le cabinet civil du président se réservant le droit de recourir contre les initiateurs de cette action judiciaire.

### Décembre 2010

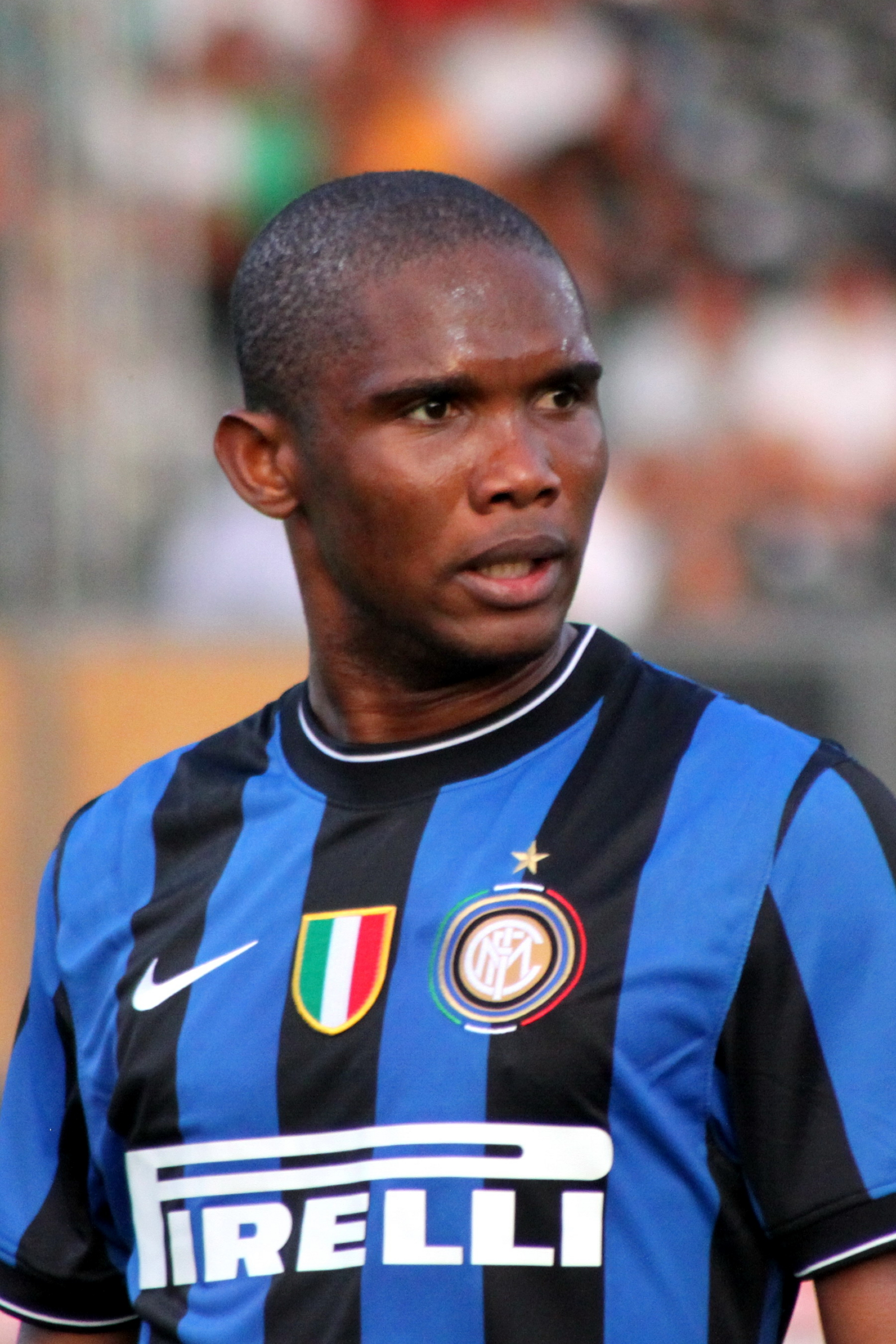
Samuel Eto'o
(août 2009)

- Lundi 20 décembre 2010 : Le footballeur camerounais Samuel Eto'o a été désigné pour la quatrième fois de sa carrière joueur africain de l'année par la Confédération africaine de football (CAF), lors d'une cérémonie au Caire. L'attaquant de l'Inter Milan, 29 ans, avait déjà obtenu cette distinction trois années de suite en 2003, 2004 et 2005[10].